# Sadok Selmi
Sadok Selmi (arabisch الصادق السالمي, DMG aṣ-Ṣādiq as-Sālimī; * 10. Juli 1984) ist ein tunesischer Fußballschiedsrichter.
Selmi leitet seit September 2013 Spiele im Championnat de Tunisie, bisher hatte er über 100 Einsätze.
Seit 2016 ist er FIFA-Schiedsrichter und leitet internationale Fußballspiele.
Selmi wurde bei zwei Afrika-Cups eingesetzt. Er leitete jeweils zwei Gruppenspiele beim Afrika-Cup 2019 in Ägypten und beim Afrika-Cup 2022 in Kamerun.
Zudem leitete er Spiele in der CAF Champions League (14 Partien), in der afrikanischen WM-Qualifikation (3 Partien), beim U-20-Afrika-Cup 2017 im Sambia (1 Spiel) sowie Freundschaftsspiele.